# Margaret Drabble
Dame Margaret Drabble (Margaret, Lady Holroyd) (Sheffield, 5 giugno 1939) è una scrittrice, critica letteraria e biografa britannica.

## Biografia
Drabble è nata a Sheffield, nel South Yorkshire, seconda figlia di John Frederick Drabble, giudice di corte e romanziere, e di Kathleen Marie, nata Bloor. È la sorella minore della scrittrice e critica letteraria A. S. Byatt. Sorella minore di entrambe è la storica dell'arte Helen Langdon.
Dopo aver studiato presso l'istituto quacchero Mount School di York (nel quale la madre era insegnante), ottenne una borsa di studio per il Newnham College di Cambridge, dove si laureò in letteratura inglese con il massimo dei voti ed eccezionali riconoscimenti. Nel 1960, prima della laurea, fece parte della Royal Shakespeare Company a Stratford-upon-Avon, in una occasione svolgendo il ruolo di sostituta di Vanessa Redgrave. In seguito abbandonò il teatro per dedicarsi interamente alla carriera letteraria. È stata sposata, fra il 1960 e il 1975, con l'attore Clive Swift, con cui ha avuto tre figli. Si è risposata nel 1982 con il biografo Michael Holroyd, con il quale vive tra Londra e una casa nel Somerset.
Autrice di numerosi romanzi e racconti, ha pubblicato due biografie, varie sceneggiature e diversi saggi critici. Ha curato due edizioni del Dizionario Oxford della letteratura inglese, pubblicato in Italia da Gremese nel 1998.
Drabble interviene spesso su quotidiani e riviste. A proposito della politica estera statunitense, il 5 agosto del 2003 ha pubblicato sul Daily Telegraph un articolo intitolato "Detesto l'America e quello che ha fatto al resto del mondo", che si conclude con l'affermazione: "Esiste un'altra America. Lunga vita all'altra America, e che quella che c'è ora possa finire presto".

## Premi e riconoscimenti
Ha vinto nel 1966 il John Llewellyn Rhys Prize per la sua terza opera, L'ostacolo di Rosamund (The Millstone) e nel 1967 le è stato riconosciuto il James Tait Black Memorial Prize per Jerusalem the Golden.
Per i suoi meriti letterari, è stata insignita del titolo di Commander dell'Ordine dell'Impero Britannico nel 1980, e di numerosi riconoscimenti accademici da parte di università britanniche, fra i quali una laurea honoris causa in Lettere dalla Università di Cambridge nel 2006. Nell'aprile del 2008, in occasione dei festeggiamenti per il compleanno della Regina Elisabetta, Drabble è stata promossa al rango di Dame Commander dell'Ordine dell'Impero Britannico.

## Opere principali
- A Summer Bird Cage, London, Weidenfeld and Nicolson, 1963;  Voliera estiva, trad. it. di Marina Morpurgo, Astoria, 2013
- The Millstone, Harmondsworth, Penguin, 1965; L'ostacolo di Rosamund, trad. it. di Marina Morpurgo, Astoria, 2012
- Wordsworth, London, Evans Brothers, 1966
- Jerusalem the Golden, New York, Morrow, 1967
- The waterfall, New York, Knopf, 1969; La cascata, trad. it. di Giorgia Sensi, Ferrara, Luciana Tufani Editrice, 2000
- The realms of Gold, New York, Knopf, 1975
- The ice age, New York, Knopf, 1977
- The middle ground, New York, Knopf, 1980
- The radiant way, New York, Knopf, 1987; La via radiosa, trad. it. di Giorgia Sensi, Ferrara, Luciana Tufani Editrice, 1999
- A natural curiosity, New York, Viking, 1989
- The withc of Exmoor, New York, Harcourt Brace & Co., 1997
- The peppered moth, New York, Harcourt, 2001
- The seven sisters, New York, Harcourt, 2002
- The red queen, Orlando, Harcourt, 2004; La regina rossa, trad. it. di Tiziana Masucci, Roma, La lepre, 2009
- The sea lady: a late romance, Orlando, Harcourt, 2006
- A day in the life of a smiling woman, con José Francisco Fernandez, Boston, Houghton Mifflin Harcourt, 2011
- The pure gold baby, Edinburgh, Canongate, 2013; La bambina d'oro puro, trad. it. di Beatrice Masini, Bompiani, 2018
- The dark flood rises, Edinburgh, Canongate, 2016; La piena, trad. it. di Beatrice Masini, Bompiani, 2017